# Cyclops minnilus
Cyclops minnilus is een eenoogkreeftjessoort uit de familie van de Cyclopidae. De wetenschappelijke naam van de soort is voor het eerst geldig gepubliceerd in 1893 door Forbes S.A..